# Xylocopa mckeani
Xylocopa mckeani là một loài Hymenoptera trong họ Apidae. Loài này được Cockerell mô tả khoa học năm 1929.